# Financieel beheerder
Elke Vlaamse gemeente heeft een financieel directeur (voorheen ontvanger/financieel beheerder). Bij de provincies spreekt men nog van financieel beheerder. De financieel directeur wordt door de gemeenteraad (of provincieraad) aangesteld en geëvalueerd. De raad is ook de tuchtoverheid van de financieel directeur. In de gemeente is de financieel directeur na de algemeen directeur de belangrijkste ambtenaar. In de provincie is dat na de provinciegriffier.
De financieel directeur bij de gemeente bedient ook het OCMW.
In de gemeente verricht de financieel directeur een deel van zijn taken onder de functionele leiding van de algemeen directeur. In de provincie gebeuren die taken onder de functionele leiding van de provinciegriffier. 
De taken die onder functionele leiding worden uitgeoefend zijn de volgende:
- het opstellen, in overleg met het managementteam, van:
  - het voorontwerp van de financiële nota van het meerjarenplan en van de jaarlijkse herziening ervan;
  - het voorontwerp van de financiële nota van het jaarlijkse budget en van de budgetwijzigingen;
  - het voorontwerp van de interne kredietaanpassingen;
- het voeren en het afsluiten van de boekhouding en het opmaken van de inventaris, de jaarrekening en de geconsolideerde jaarrekening;
- het verzorgen van financiële analyse en financiële beleidsadvisering in de ruimste zin;
- het thesauriebeheer.

Er is ook een belangrijk takenpakket dat de financieel directeur in volle onafhankelijkheid uitoefent. Het betreft onder meer:
- de voorafgaande krediet- en wetmatigheidscontrole van de beslissingen van de gemeente met budgettaire en financiële impact;
- het debiteurenbeheer, vooral de invordering van de fiscale en niet-fiscale ontvangsten
- de taken van rekenplichtige die door of krachtens de wet of het decreet aan de gemeenteontvanger werden toevertrouwd;
- de rapportering aan de gemeenteraad en het college van burgemeester en schepenen die minstens een overzicht van de thesaurietoestand, de liquiditeitsprognose, de beheerscontrole, alsook de evolutie van de budgetten omvat;

Er bestaat ook een beroepsvereniging van financieel directeurs (en adjuncten): de Vlaamse Lokale Financieel Directeurs (VLOFIN), die alle financieel directeurs van gemeenten, financieel beheerders van provincies alsook de bijzonder rekenplichtigen van politie- en brandweerzones uit Vlaanderen verenigt.